# Adriyan Rae
Adriyan Rae (Seaford (Delaware)) is een Amerikaans actrice.

## Biografie
Rae werd geboren in Seaford in een gezin van negen kinderen, en groeide op bij een alleenstaande moeder. Zij is van Afro-Amerikaanse, Duitse, Indiaanse en Venezolaanse afkomst. Zij studeerde af in physician assistant en medical laboratory scientist aan de University of the Sciences in Philadelphia (Pennsylvania). Op het laatste vak heeft zij een professionele certificering gehaald. 
Rae begon in 2015 met acteren in de film Life Twirls On, waarna zij nog meerdere rollen speelde in films en televisieseries. 

## Filmografie

### Films
Uitgezonderd korte films.
- 2021 Welcome Matt - als Samantha
- 2018 Superfly - als Candice
- 2017 Good Streets - als Candice
- 2017 Burning Sands - als Candy
- 2016 Tracey Hill PR (Pilot) - als Toni
- 2015 Life Twirls On - als Megan Brown

### Televisieseries
Uitgezonderd eenmalige gastrollen.
- 2021-2023 The Game - als Brittany Pitts - 20 afl.
- 2018-2022 Atlanta - als Candice - 2 afl.
- 2020-2021 Chicago Fire - als paramedicus Gianna Mackey - 9 afl.
- 2020 Vagrant Queen - als Elida - 10 afl.
- 2019 Light as a Feather - als Peri Boudreaux - 15 afl.
- 2018 Champaign ILL - als Tasha - 2 afl.
- 2018 Platonic - als Nina - 2 afl.
- 2018 Brockmire - als Yvonne - 3 afl.
- 2015 Love Crimes - als Sabrina - 2 afl.